# Earl Peel

Wappen der Earls Peel

Earl Peel ist ein erblicher britischer Adelstitel in der Peerage of the United Kingdom.
Familiensitz der Earls ist Kilgram Grange in Jervaulx bei Ripon in North Yorkshire.

## Verleihung
Der Titel wurde am 10. Juli 1929 für William Wellesley Peel, 2. Viscount Peel, geschaffen, der unter anderem Secretary of State for India und Lordsiegelbewahrer gewesen war. Dessen Vater, ein Sohn des konservativen Premierministers Sir Robert Peel, 2. Baronet, war 1895 zum Viscount Peel erhoben worden, nachdem er zuvor mehr als zehn Jahre Speaker des House of Commons gewesen war.

## Nachgeordnete Titel
Zusammen mit der Earlwürde wurde dem ersten Earl der nachgeordnete Titel Viscount Clanfield, of Clanfield in the County of Southampton, verliehen. Weitere nachgeordnete Titel des Earldoms sind der am 9. Mai 1895 verliehene Titel Viscount Peel, of Sandy in the County of Bedford, den der erste Earl 1912 von seinem Vater geerbt hatte, sowie seit dem 2. Earl der am 29. November 1800 verliehene Titel Peel Baronet, of Drayton Manor in the County of Stafford and of Bury in the County Palatine of Lancaster, den der 2. Earl 1942 von einem Onkel dritten Grades geerbt hatte. Die beiden Viscountwürden gehören zur Peerage of the United Kingdom, die Baronetcy zur Baronetage of Great Britain.
Der älteste Sohn des jeweiligen Earls führt als Heir apparent den Höflichkeitstitel Viscount Clanfield.

## Liste der Viscounts und Earls Peel sowie Peel Baronets

### Viscounts Peel (1895)
- Arthur Wellesley Peel, 1. Viscount Peel (1829–1912)
- William Robert Wellesley Peel, 2. Viscount Peel (1867–1937) (1929 zum Earl Peel erhoben)

### Earls Peel (1929)
- William Robert Wellesley Peel, 1. Earl Peel (1867–1937)
- Arthur William Ashton Peel, 2. Earl Peel (1901–1969)
- William James Robert Peel, 3. Earl Peel (* 1947)

Titelerbe ist der einzige Sohn des jetzigen Earls, Ashton Robert Gerard Peel, Viscount Clanfield (* 1976).

### Peel Baronets, of Drayton Manor (1800)
- Sir Robert Peel, 1. Baronet (1750–1830)
- Sir Robert Peel, 2. Baronet (1788–1850)
- Sir Robert Peel, 3. Baronet (1822–1895)
- Sir Robert Peel, 4. Baronet (1867–1925)
- Sir Robert Peel, 5. Baronet (1898–1934)
- Sir Robert Peel, 6. Baronet (1920–1942)

die Baronetswürde ging dann auf den 2. Earl Peel (siehe oben) als 7. Baronet über